# 1433
Rok 1433 (MCDXXXIII) gregoriánského kalendáře začal v úterý 1. ledna a skončil v úterý 31. prosince. Dle židovského kalendáře nastal přelom roků 5193 a 5194, dle islámského kalendáře 854 a 855.

## Události
- mor či hladomor v českých zemích
- Vládce dynastie Ming rozpouští čínskou námořní flotu po poslední expedici vedené admirálem Čengem Che.
- 31. května Zikmund Lucemburský korunován v Římě na římského císaře. Byla to poslední korunovace, která byla provedena v Římě a to z rukou samotného papeže.
- Tuaregové dobývají Timbuktu a získávají kontrolu nad subsaharskými obchodními stezkami

### Probíhající události
- 1405–1433 – Plavby Čeng Chea
- 1419–1434 – Husitské války
- 1431–1445 – Basilejsko-ferrarsko-florentský koncil

## Narození
- 27. února – Liou Ťien, politik čínské říše Ming († 9. prosince 1526)
- 19. října – Marsilio Ficino, italský filosof a lékař († 1499)
- 10. listopadu – Karel Smělý, burgundský vévoda († 1477)
- ? – Hans Memling, vlámský malíř († 1494)
- ? – Eleonora Skotská, skotská princezna († 20. listopadu 1480)
- ? – Antonio del Pollaiolo, italský renesanční malíř a sochař († 4. února 1498)

## Úmrtí
Česko
- 23. července – Pavel Kravař, husitský emisař (* 1391)
- 28. září – Přemysl I. Opavský , opavský kníže (* kolem 1365)
- ? – Smil Holický ze Šternberka, český šlechtic (* ?)

Svět
- 14. dubna – Svatá Lidwina, nizozemská světice (* 18. března 1380)
- 14. srpna – Jan I., portugalský král (* 11. dubna 1357)
- ? – Mikuláš II. Gorjanský, uherský palatin a chorvatský bán (* 1367)

## Hlavy států
- České království – bezvládí
- Svatá říše římská – Zikmund Lucemburský
- Papež – Evžen IV.
- Anglické království – Jindřich VI.
- Francouzské království – Karel VII.
- Polské království – Vladislav II. Jagello
- Uherské království – Zikmund Lucemburský
- Byzantská říše – Jan VIII. Palaiologos